# Tavaszi pimpó
A tavaszi pimpó (Potentilla neumanniana) a Rózsafélék (Rosaceae) családjába tartozó növényfaj, mely egész Közép-Európában gyakori. első virágzása márciustól és májusig tart, de másodvirágozni is szokott augusztustól szeptemberig.

## Jellemzői
A tavaszi pimpó (Potentilla neumanniana) 5-15 cm-re megnövő, lágy szárú évelő növény. Kúszó gyöktörzzsel rendelkezik. Rövidszárú és levélnyelű, melyek göndör, pelyhes, akár mirigyes szőrrel borítottak is lehetnek. A homoki pimpótól eltérően öt-hét levélkéből állnak tojás alakú, egyszerű szőrökkel borított levelei, tenyeresen osztott elhelyezkedéssel, fűrészes csúcsban végződve. Több heverő szárat növeszt, meddőhajtásai megnyúltak és meggyökerezők, termőhajtásai a végükön felegyenesedők. A pimpó fajok között csak a tavaszi pimpó levelein nincsenek csillagszőrök, csak egyszerű szőrök borítják a leveleit.
Tőleveleinek hónaljából ered termőszára, mely néhány kocsányos virágot hordoz. Virágában az 5 sárga sziromlevél az 5 zöld csészelevéllel és az 5 elálló mellékcsészelevéllel váltakozik. Porzók veszi körül apró termőinek csoportját, magházai egymagvú aszmagokká érnek. Márciustól májusig virágzik sárga virágtakarót képezve, másodvirágozni is szokott nyár végétől őszig.

## Elterjedése, élőhelye
A növény Európában honos, észak Spanyolországtól nyugat Fehéroroszországig, Olaszországtól közép Norvégiáig sok helyen megtalálható. Az Alpokban 1650 méteres tengerszint feletti magasságban is megtalálták.
Magyarországon jelenlegi adatok alapján nem él, feltételezik, hogy korábban a Kőszegi-hegységben volt állománya, de ma már nem találták meg a növényeket. Feltételezik, hogy a Mirigyes pimpó (Potentilla pusilla) a tavaszi és a homoki pimpó állandósult hibridje. Ez a "faj" ritka Magyarországon és csak a nyugati határ közelében él (Kőszegi-hegység, Dráva-mente, Zalaegerszeg).
A száraz élőhelyeket kedveli, száraz gyepek, hegyi rétek növénye.

## Képek

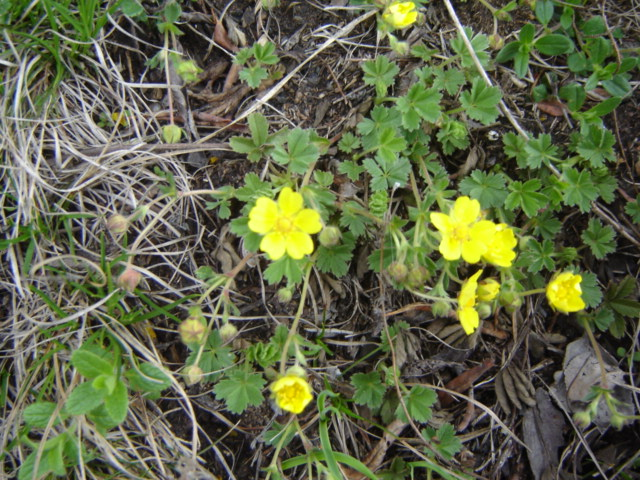
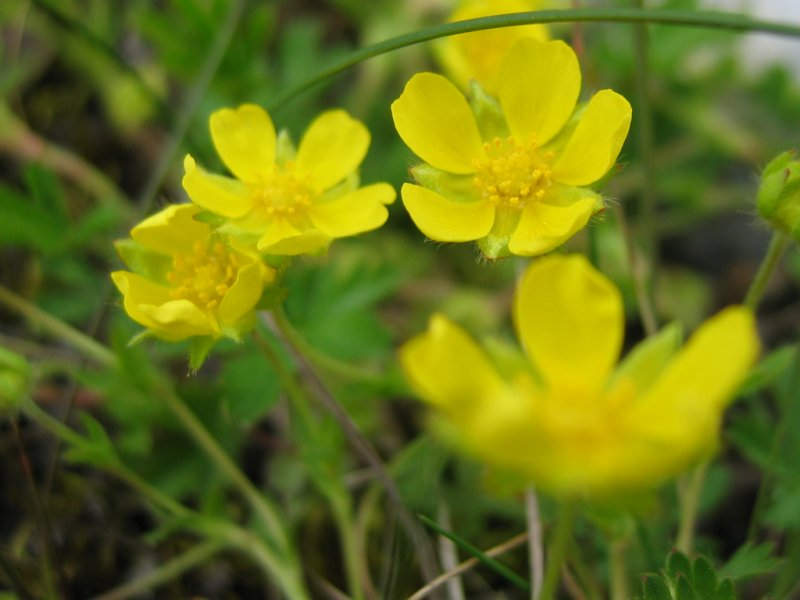
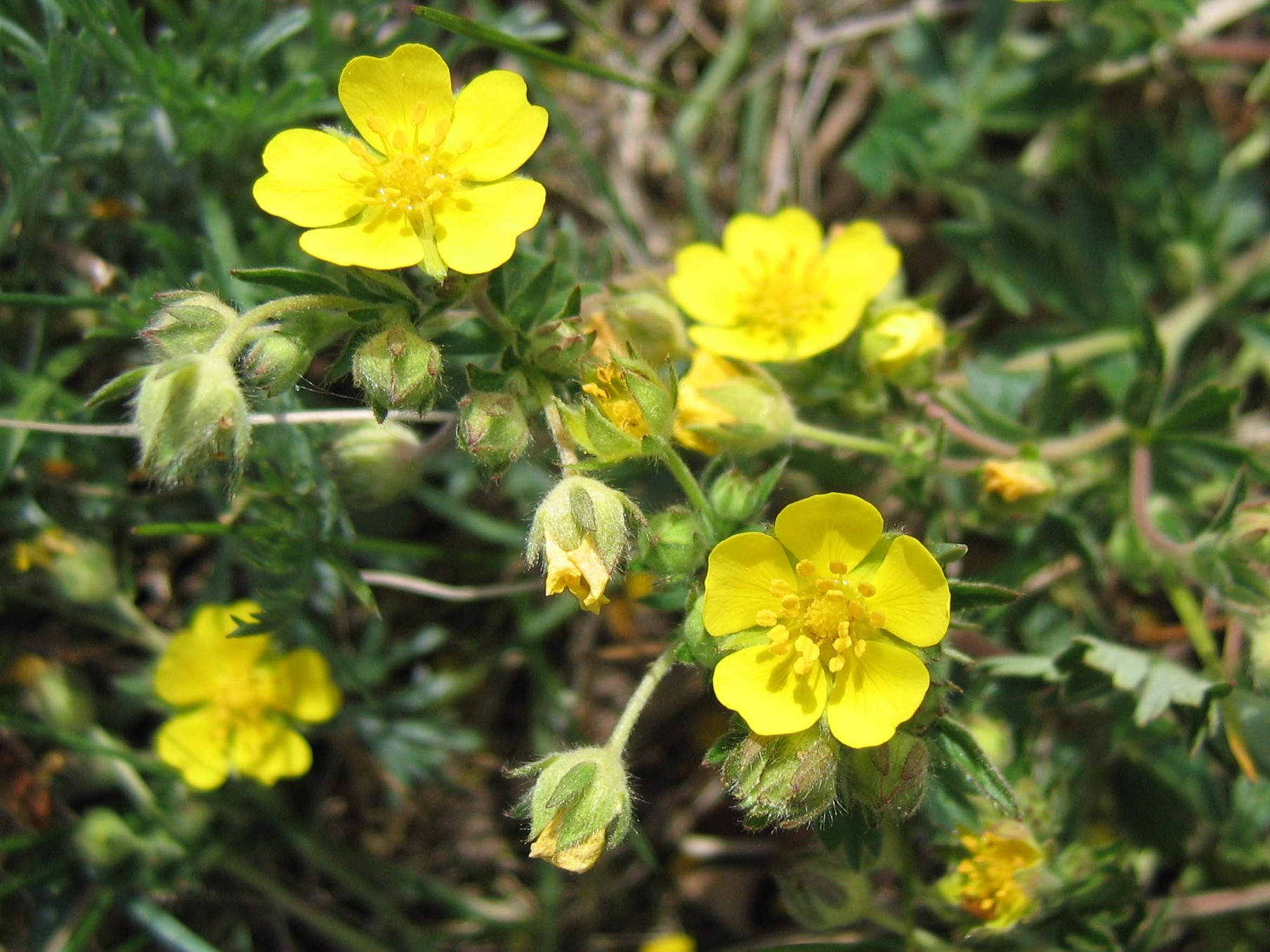
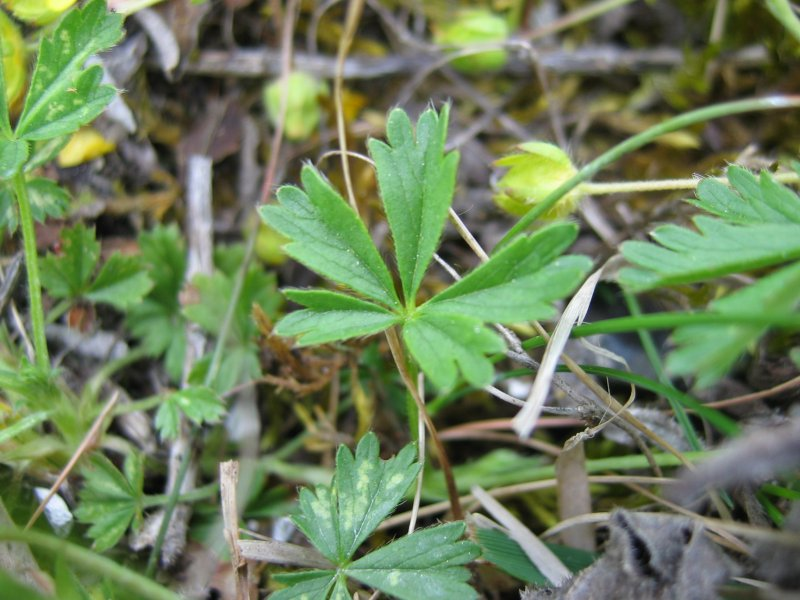

## Fordítás
Ez a szócikk részben vagy egészben  a   Frühlings-Fingerkraut című német Wikipédia-szócikk ezen változatának fordításán alapul.  Az eredeti cikk szerkesztőit annak laptörténete sorolja fel. Ez a jelzés csupán a megfogalmazás eredetét és a szerzői jogokat jelzi, nem szolgál a cikkben szereplő információk forrásmegjelöléseként.